# Cinna poiformis
Cinna poiformis är en gräsart som först beskrevs av Carl Sigismund Kunth, och fick sitt nu gällande namn av Frank Lamson Scribner och Elmer Drew Merrill. Cinna poiformis ingår i släktet sötgrässläktet, och familjen gräs. Inga underarter finns listade i Catalogue of Life.